# Aureli Drogoszewski

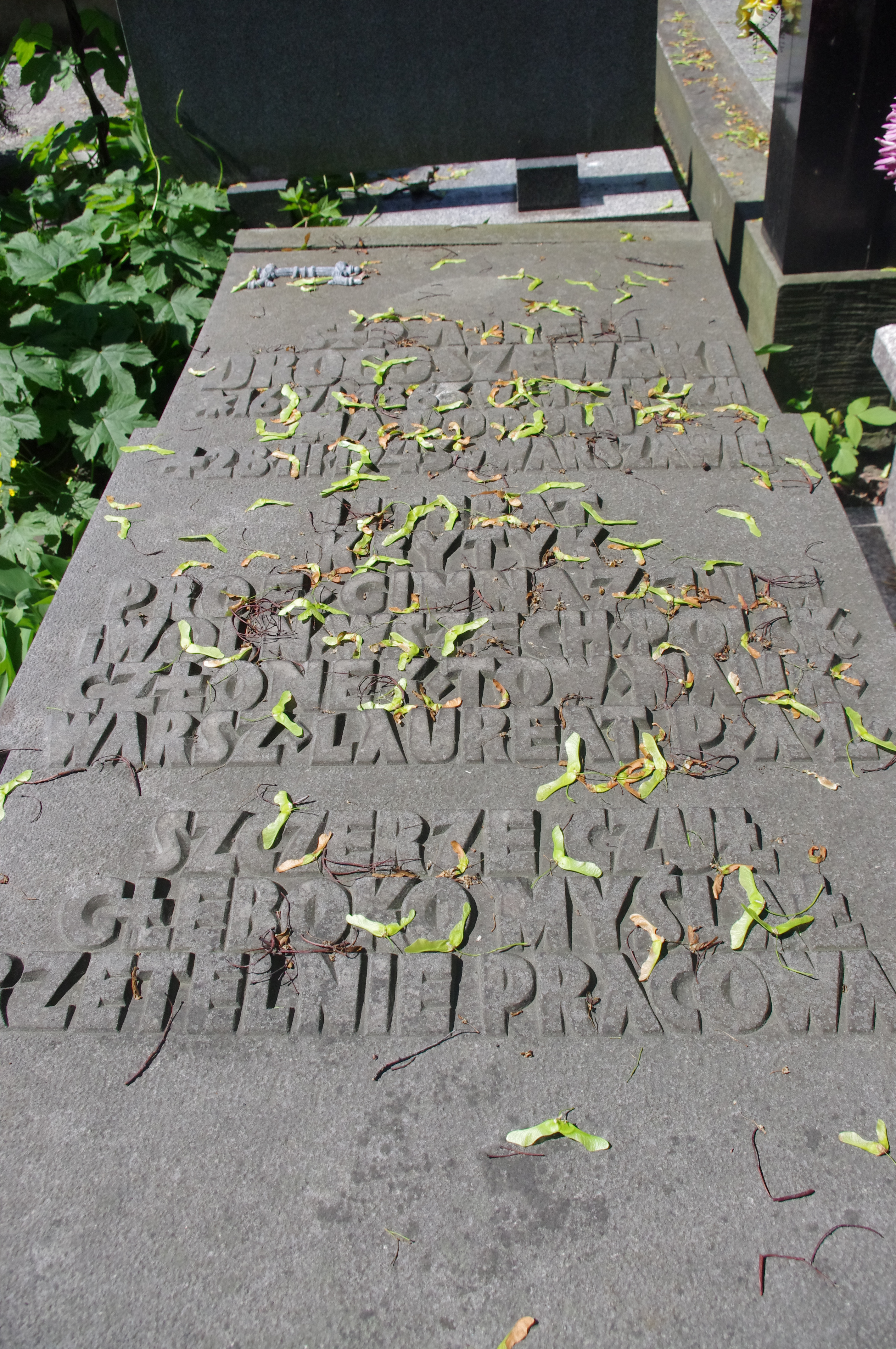
Grób historyka literatury Aurelego Drogoszewskiego na cmentarzu Powązkowskim w Warszawie

Aureli Drogoszewski, ps. Drogosław (ur. 16 maja 1863 w Mytkach, Podole, zm. 31 marca 1943 w Warszawie) – polski historyk literatury, wykładowca Towarzystwa Kursów Naukowych i Wolnej Wszechnicy Polskiej w Warszawie, członek Towarzystwa Naukowego Warszawskiego.

## Życiorys
Był synem Stanisława i Natalii z Ratowskich. Kształcił się w gimnazjum w Kamieńcu Podolskim (do 1882) oraz studiował matematykę na uniwersytecie w Kijowie (1883–1885). Studiów nie ukończył, ponieważ został usunięty za polską działalność narodową. Od 1886 roku pracował jako nauczyciel historii i języka polskiego w dworach szlacheckich na Ukrainie i Podolu; w latach 1909–1915 wykładał historię literatury polskiej na Wydziale Humanistycznym Towarzystwa Kursów Naukowych w Warszawie, a latach 1920–1939 w Wolnej Wszechnicy Polskiej w Warszawie (Katedra Historii Literatury Polskiej). Lata I wojny światowej spędził w Kijowie. W 1914 został członkiem rzeczywistym Towarzystwa Naukowego Warszawskiego.
Zajmował się dziejami polskiej literatury oświeceniowej, romantycznej i pozytywistycznej; był również krytykiem literackim. Prowadził wieloletnią korespondencję z Elizą Orzeszkową, z Ludwikiem Brunonem Świderskim przygotował Pisma Orzeszkowej w 24 tomach (1937–1939). Badał twórczość Jana Pawła Woronicza (m.in. wpływ Naruszewicza na Woronicza). W wielu pismach domagał się uwzględniania w badaniach historyczno-literackich szerokiego tła porównawczego. Jako krytyk literacki wysoko cenił Syrokomlę, Konopnicką i Żeromskiego, miał pewne zastrzeżenia do twórczości Orzeszkowej, natomiast chłodno odbierał Sienkiewicza i Przerwę-Tetmajera.
Współpracował z pismami „Głos” (od 1891), „Nowe Tory” (od 1907), „Wiadomości Bibliograficzne” (Kijów, kierownik literacki). Zgromadził bogaty księgozbiór (ok. 7 tysięcy woluminów), przejęty po II wojnie światowej przez Bibliotekę Uniwersytecką w Łodzi. Pochowany na cmentarzu Powązkowskim w Warszawie (kwatera 228-1-27).

## Odznaczenia
- Złoty Wawrzyn Akademicki (7 listopada 1936)[4].

## Publikacje
- Masynissa, Irydyon, Kornelia (1895)
- Uwagi o „Marii Stuart” Słowackiego w przedstawieniu prof. Małeckiego (1896)
- Eliza Orzeszkowa (1900)[5]
- Kazimierz Przerwa Tetmajer jako liryk (1900)[6]
- Filozofia rytmu (1902)
- Władysław Syrokomla (1905)[7]
- Potrzeba bibliografii polskiej podczas wojny (1916)
- O ideę mesjaniczną Woronicza (1928)
- Pozytywizm polski (1931)[8]
- Interpretacja „Zjawienia Emilki” a mesjanizm Woronicza (1947)